# Эстергётланд (лен)
Лен Э́стергётланд (швед. Östergötlands län) — лен Швеции, расположенный на балтийском побережье к югу от Стокгольма. Граничит с ленами Кальмар, Йёнчёпинг, Вестра-Гёталанд (по озеру Веттерн), Эребру и Сёдерманланд. Административный центр и крупнейший город — Линчёпинг, лишь немного по населению ему уступает Норрчёпинг.
Территория лена полностью включает в себя историческую провинцию Эстергётланд, а также небольшие участки провинций Нерке, Смоланд и Сёдерманланд.

## Административное деление
Лен состоит из 13 коммун:
- Боксхольм, центр —Боксхольм,
- Финспонг, центр —Финспонг,
- Чинда, центр —Чиса,
- Линчёпинг, центр —Линчёпинг,
- Мьёльбю, центр —Мьёльбю,
- Мутала, центр —Мутала,
- Норрчёпинг, центр —Норрчёпинг,
- Сёдерчёпинг, центр —Сёдерчёпинг,
- Вадстена, центр —Вадстена,
- Вальдемарсвик, центр —Вальдемарсвик,
- Идре, центр —Эстербюму,
- Отвидаберг, центр —Отвидаберг,
- Эдесхёг, центр —Эдесхёг.

## Достопримечательности
У церкви Рёкского прихода находится рунический камень с наиболее длинной известной рунической надписью.